# Alfred Ostroróg
Alfred Serafin Ostroróg, ps. „Serafin” (ur. 28 lipca 1894 w Serafinie, zm. 28 stycznia 1937 w Lublińcu) – polski urzędnik, oficer rezerwy Wojska Polskiego, kawaler Orderu Virtuti Militari.

## Życiorys
Urodził się 28 lipca 1894 we wsi Serafin, w ówczesnym powiecie kolneńskim guberni łomżyńskiej, w rodzinie Józefa i Eleonory z Zasońskich. Ukończył Gimnazjum im. Mikołaja Reja w Warszawie i dwa lata studiów na Uniwersytecie w Neuchâtel, w Szwajcarii.
W czasie I wojny światowej do 1915 służył w armii rosyjskiej jako chorąży rezerwy, a następnie podporucznik. W kwestionariuszu kawalera Orderu Virtuti Militari podał, że w latach 1916–1918 był oficerem Polskiej Organizacji Wojskowej i komendantem kursu normalnego Szkoły Podchorążych POW w Warszawie, jednakże 28 grudnia 1933 Komitet Krzyża i Medalu Niepodległości odrzucił wniosek o nadanie mu tego odznaczenia „z powodu braku pracy niepodległościowej”. Działalność Alfreda Ostroroga w POW potwierdził Arkadiusz Tuliński publikując jego raport jako oficera POW do Komendy Garnizonu Warszawskiego POW z 14 listopada 1918. Ze wspomnianego dokumentu wynika, że „Serafin” z siedmioma ludźmi 11 listopada 1918 przejął statek inżynieryjny „Weichsel”, dwie łodzie parowe „Liszyn” i „Narew”, dwie łodzie motorowe „Fridolin” i „Ewald”, a następnego dnia jeszcze trzy łodzie motorowe i jedną parową „Gelda” z Góry Kalwarii. 13 listopada 1918 wziął udział w rozbrojeniu niemieckiej załogi twierdzy Modlin.
21 listopada 1918 wstąpił do Wojska Polskiego. W szeregach 1 pułku strzelców lwowskich, późniejszego 38 pułku piechoty, walczył na wojnie z Ukraińcami, a następnie wojnie z bolszewikami. Był czterokrotnie ranny: w bitwie pod Lwowem, pod Złoczowem, Lipnikami i Bełzem. Dowodził 10. kompanią, a od sierpnia 1920 trzecim batalionem 38 pp. W pierwszej dekadzie września 1920 wyróżnił się w walce o Bełz, w trakcie której został ranny w obie nogi. 11 grudnia 1920 ówczesny dowódca 38 pp podpułkownik Alojzy Łukawski we wniosku na odznaczenie Orderem Virtuti Militari napisał:

poprowadził por. Ostroróg III/38 pp do kontrataku na Bełz, opuszczony przed dwoma dniami po dziewięciogodzinnej zacietej walce przez nasze oddziały pod naporem liczbą przeważającego nieprzyjaciela. Kontratak przeprowadzony z rozmachem i brawurą zrazu dał dobry wynik. Bełz prawie cały został zajęty. Lecz nieprzyjaciel chcąc za wszelką cenę ratować swą sytuację, wykorzystując swą przewagę liczebną, pchnął swe rezerwy do pierwszej linii, które zmieszały morderczym ogniem naszych i rzuciły się do kontrataku. Wywiązała się zacięta walka uliczna. Nasi pod naporem zaczęli ustępować. Por. Ostroróg rzucał się w wir walki i zachęcał żołnierzy do wytrzymania, aż do przybycia rezerw z II/38 pp. Mimo tego baon wycofał się, aż za miasteczko. Tu zebrał por. Ostroróg baon, a wzmocniony przez części II baonu, jakkolwiek ranny w obie nogi, rzucił się na nieprzyjaciela. Po krótkiej, zaciętej walce Bełz i przedmieścia zostały zdobyte. Nieprzyjaciel korzystając z zapadajacego zmroku umknął w kierunku na Boratyn i Sokal.

W 1922 został zdemobilizowany w stopniu porucznika i przydzielony w rezerwie do 84 pułku piechoty w Pińsku. W 1923 został przeniesiony w rezerwie do 75 pułku piechoty w Królewskiej Hucie. 8 stycznia 1924 został zatwierdzony w stopniu kapitana ze starszeństwem z 1 czerwca 1919 i 1417. lokatą w korpusie oficerów rezerwy piechoty.
12 czerwca 1933 mieszkał w Katowicach przy ul. Pawła 7 m. 4 i był zatrudniony (oczekiwał zwolnienia) w tamtejszej Kasie Chorych na stanowisku kontrolera. W 1934 w ewidencji Wojska Polskiego figurował jako kapitan rezerwy na „liście oficerów o nieznanych adresach”. 20 grudnia 1934 zgłosił się w Biurze Kapituły Orderu Wojennego „Virtuti Militari” w Warszawie. Ówczesny szef biura, podpułkownik Franciszek Sobolta skierował go do Szpitala Szkolnego Centrum Wyszkolenia Sanitarnego w Warszawie „ze względu na stan zdrowia (chory nerwowo)” oraz jako osobę „pozostającą bez pracy i środków do życia”.
Od 25 lipca 1936 był leczony w Śląskim Zakładzie Psychiatrycznym w Lublińcu na koszt Urzędu opieki nad ubogimi Magistratu Miasta Katowic i tam 28 stycznia 1937 zmarł. Był kawalerem, bezdzietnym.

## Ordery i odznaczenia
- Krzyż Srebrny Orderu Wojskowego Virtuti Militari nr 988[2][19][20]
- Krzyż Walecznych[4]
- Odznaka za Rany i Kontuzje z czterema gwiazdkami[21]
- Odznaka pamiątkowa „Orlęta”[22]